# Roede van Menen
De roede van Menen was een van de vijf roedes (= kantons) van de kasselrij Kortrijk tijdens het ancien régime. De roede werd bestuurd door de burggraaf van Menen.
Het huidige stadhuis werd vanaf 1782 gebruikt door het stadsbestuur en de roede van Menen.

## Gebied
Onder de roede van Menen ressorteerden:
- Bissegem
- Dadizele
- Emelgem
- Geluwe
- Gullegem
- Heule
- Izegem
- Lendelede
- Menen-buiten
- Moorsele
- Wevelgem
- een deel van Kachtem en een deel van Lichtervelde.